# Zimmermannia reichli
Zimmermannia reichli is een vlinder uit de familie dwergmineermotten (Nepticulidae). De wetenschappelijke naam is voor het eerst voorgesteld als Ectoedemia reichli  door de broers Zdeněk en Aleš Laštůvka in een publicatie uit 1998.
De soort komt voor in Tsjechië, Slowakije, Zwitserland, Oostenrijk, Italië, Kroatië en Griekenland.